# Max Schöne
Max Schöne (ur. 20 stycznia 1880 w Berlinie, zm. 16 stycznia 1961) – niemiecki pływak.
We wcześniejszych źródłach był wymieniany jako złoty medalista igrzysk olimpijskich w 1900 w Paryżu w pływaniu na 200 m drużynowo.
Nowsze badania wskazują, że drużyna niemiecka w tej konkurencji występowała w składzie: Max Hainle, Ernst Hoppenberg, Gustav Lexau i Ernst Lührsen, a także Herbert von Petersdorff, który spóźnił się na start i nie został dopuszczony do udziału w zawodach.